# Thronhalle von Dunqula

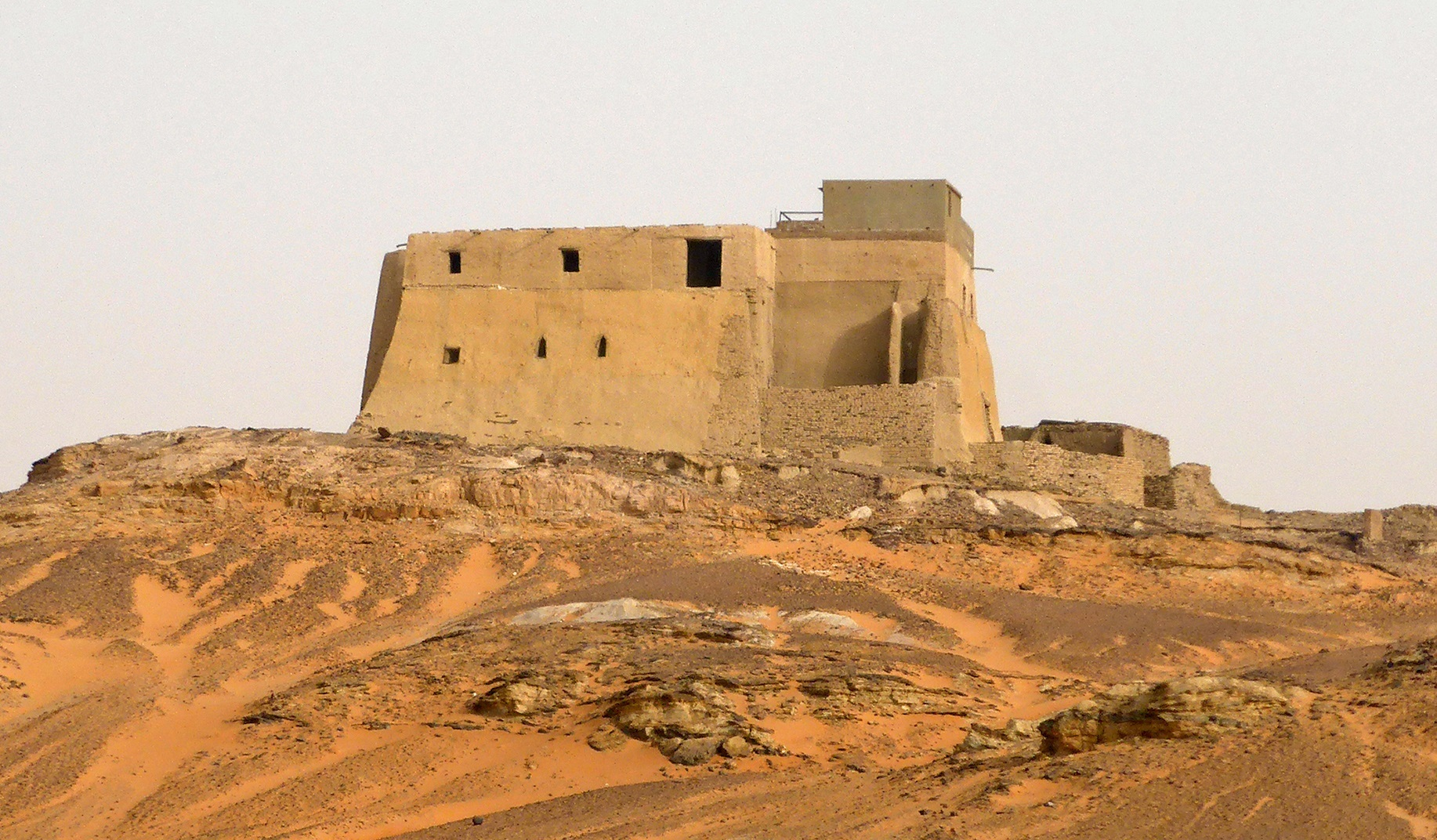
Blick auf den Komplex von Norden, vom Hang des Felsens auf dem sie steht

Die Thronhalle von Dunqula (engl.: Throne Hall of Dongola, Mosque Building) ist ein Baudenkmal in Alt Dunqula, Sudan. Das zweistöckige Ziegelgebäude liegt auf einem steinigen Hügel oberhalb der Stadt und des Nil-Tales. Es wurde ursprünglich im 9. Jahrhundert errichtet und war das reich verzierte Repräsentationsgebäude der Makurianischen Könige. 1317 während des Niedergangs des makurianischen Reiches wurde es als Moschee umgebaut und wurde so genutzt, bis es 1969 geschlossen und zu einem historischen Denkmal gemacht wurde. Kurz darauf begannen polnische Archäologen das Gebäude zu untersuchen und auszugraben. Es gilt als wahrscheinlich „wichtigstes, symbolträchtiges Gebäude in der mittelalterlichen Geschichte des Sudan“ und ist momentan die älteste erhaltene Moschee im Sudan.

## Geschichte

### Thronhalle von Makuria (9. Jhd. –1317)

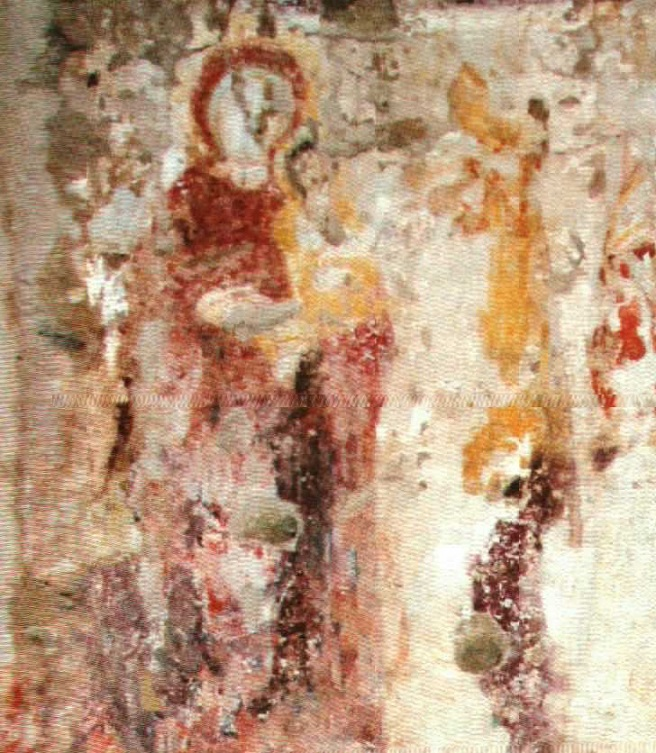
Verwaschenes Gemälde der Zentralhalle im Obergeschoss, mit einer Darstellung der Jungfrau Maria und dem Christuskind. Das Kind streckt sich nach einer Dattelpalme.

Vom späten 5. Jahrhundert an war Alt Dunqula (altnubisch: Tungul) die Hauptstadt des nubischen Königreiches Makuria, das Mitte des 6. Jahrhunderts christianisiert wurde und erfolgreich seine Unabhängigkeit gegen die Islamische Expansion im 7. Jahrhundert verteidigte. Zwischen dem 9. und 11. Jahrhundert erlebte die Stadt ein Goldenes Zeitalter. Im 9. Jahrhundert wurden mehrere repräsentative Gebäude errichtet, unter anderem die Thronhalle. Wahrscheinlich wurde sie in der ersten Hälfte des 9. Jahrhunderts errichtet, während der Herrschaft von Giorgios I. (835–887) und dessen Vater Zakharias II. (835–857). Der Palast wurde auf einem Felsen im Ostteil der Stadt errichtet. Von dieser herausgehobenen Position bot das zweistöckige Gebäude einen weiten Blick über die Stadt und den Nil. Seine Zweckbestimmung wurde über die Jahre unterschiedlich interpretiert und als Kirche, Kloster und Königsburg beschrieben. Seine Gestaltung vermittelt jedoch, dass es offizielle Zwecke hatte, und nicht als Residenz diente, sondern dass vor allem Besucher beeindruckt werden sollten. Die Thronhalle befand sich im Obergeschoss, zu der die offiziellen Delegationen und Prozessionen über eine monumentale Treppe gelangten. Sowohl die Thronhalle als auch das Treppenhaus waren mit Wandmalereien versehen. Diese wurden im 11.–12. Jahrhundert abgeändert.
Ab 1265 erlitt Makuria wiederholt Überfälle durch das Mamelukensultanat, welches ab 1276 gewöhnlich einen Marionettenkönig auf den Thron von Makuria setzte. Am Ende des 13. Jahrhunderts, nach einer weiteren schweren Konfrontation mit dem Mamluken, lagen die wichtigsten Gebäude von Alt Dunqula in Trümmern, so auch die Thronhalle, und die Bevölkerung war aufgrund von Deportationen drastisch geschrumpft. Südseite und Nordwestseite der Thronhalle waren besonders in Mitleidenschaft gezogen. Bald nach den Zerstörungen, an der Wende zum 13. Jahrhundert, wurde das Gebäude hergerichtet und mit zahlreichen Änderungen versehen.

### Moschee (1317–1969)
1316 mischten sich die Mamluken erneut in die Politik von Makuria ein. Sie versuchten Barschanbu auf den Thron zu bringen. Im Unterschied zu den Königen vor ihm war er ein Moslem. Am 29. Mai 1317 verwandelte er die Thronhalle in eine Moschee, was durch eine Marmorinschrift belegt ist. Veränderungen an dem Gebäude, vor allem in der zentrale Halle im Obergeschoss, wurden der neuen Funktion entsprechend vorgenommen. So wurde ein Mihrab installiert und die christlichen Wandmalereien überputzt. Barschanbu war nicht beliebt aufgrund seiner Haltung und seiner Reformen. Der Nubiologe Wlodziemierz Godlewski vermutet, dass die Umwandlung der Thronhalle zu seinem Untergang beigetragen hat. Barschanbu wurde von seinen eigenen Anhängern im selben Jahr ermordet. Nach seinem Tod wurde Makuria sowohl von moslemischen wie auch von christlichen Königen regiert. Keiner von ihnen wagte jedoch das Gebäude seiner ursprünglichen Funktion zurückzuführen, da die Mamlukensultane die neue Funktion schützten.

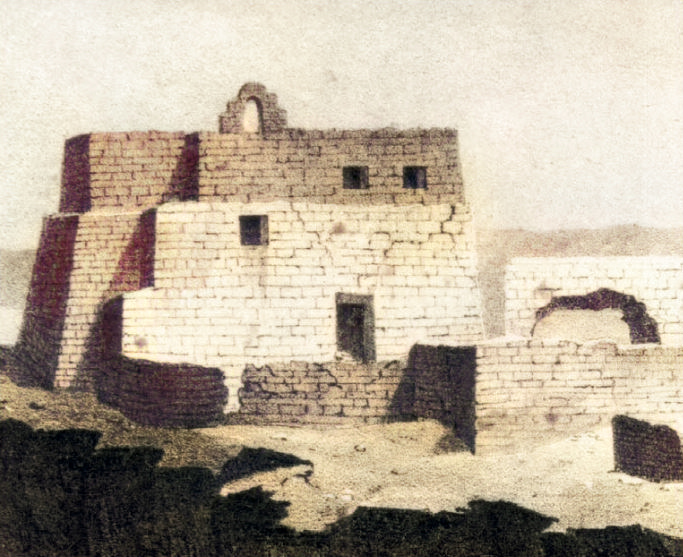
Die Moschee 1821

Ein Bürgerkrieg verursachte die Zerstörung von Alt Dunqula 1365. Die Makurier-Könige flohen nach Nieder-Nubien im Norden, wo sie sich nochmals für ca. 150 Jahre halten konnten. Alt Dunqula, verlassen von den Makuria, kam unter die Kontrolle der arabischen Banu Ja'd und es entstand eine neue politische Einheit, das so genannte Königreich von Dunqula-Stadt. Dieses wurde im frühen 16. Jahrhundert vom Funj-Sultanat eingenommen. Aufzeichnungen beweisen, dass das Gebäude als Unterkunft für Mekka-Pilger diente. Allerdings war im 17. bis 19. Jahrhundert das Erdgeschoss wahrscheinlich nicht mehr begehbar. In der zweiten Hälfte des 18. Jahrhunderts führte ein lokaler Scheich, Sati Hamid Sawar, umfangreiche Renovierungsarbeiten durch.
Ab dem frühen 19. Jahrhundert wurde das Gebäude wiederholt von westlichen Reisenden und Forschern beschrieben. Im späten 19. Jahrhundert wurde Alt Dunqula verlassen, aber die Moschee blieb in Benutzung. 1906 wurde sie erstmals umfangreich dokumentiert. Ein Jahr später wurde sie erneut umfangreich restauriert durch Ahmed Helmi, Naib des Mamur von Debba; mehrere weitere Restaurierungen wurden vom Sudan Antiquities Service und von verschiedenen Museen ab der Mitte des 20. Jahrhunderts vorgenommen. Die Nutzung als religiöses Gebäude wurde 1969 aufgegeben, aber es wurde als die älteste erhaltene Moschee im Sudan erhalten.

### Historisches Gebäude (ab 1969)
Nach Rettungsgrabungen an der Kathedrale von Faras wandten sich polnische Archäologen nach Alt Dunqula, wo sie 1964 mit Ausgrabungen begannen. Zwischen 1970 und 1983 machten sie Ausgrabungen an der Thronhalle und dokumentierten Architektur und Wandgemälde.
Alt Dunqula soll zu einem archäologischen Park umgewandelt werden. Die Konstruktion einer stählernen Dachkonstruktion ist geplant, um Witterungsschutz zu gewähren und ein stabilisierenden Rahmen zu bieten. Nach Untersuchungen der Wandmalereien im Treppenhaus und der Haupthalle im ersten Geschoss, wurden Theorien über die Ikonographie und Chronologie aufgestellt. Von 2018 bis 2023 wird Alt Dunqula Gegenstand eines großen, multidisziplinären Projekts zur Erforschung der Veränderungen zwischen dem 14. und frühen 19. Jahrhundert.

## Architektur
Die Thronhalle war beeinflusst von Byzantinischer Architektur und gibt damit einen deutlichen Hinweis auf die Verbindung von Makuria mit dem Byzantinischen Reich. Vergleichbare Empfangssäle sind auch vom Ersten Bulgarischen Reich (ц︢рьство бл︢гарское) bekannt. Sie imitieren, wenn auch in kleineren Abmessungen, die repräsentative Architektur von Konstantinopel. Die Thronhalle ist 12 m hoch, 28 m lang und 18 m breit. Sie ist aus Lehmziegeln errichtet, sowie roten gebrannten Ziegeln und Sandstein.

## Wandmalereien

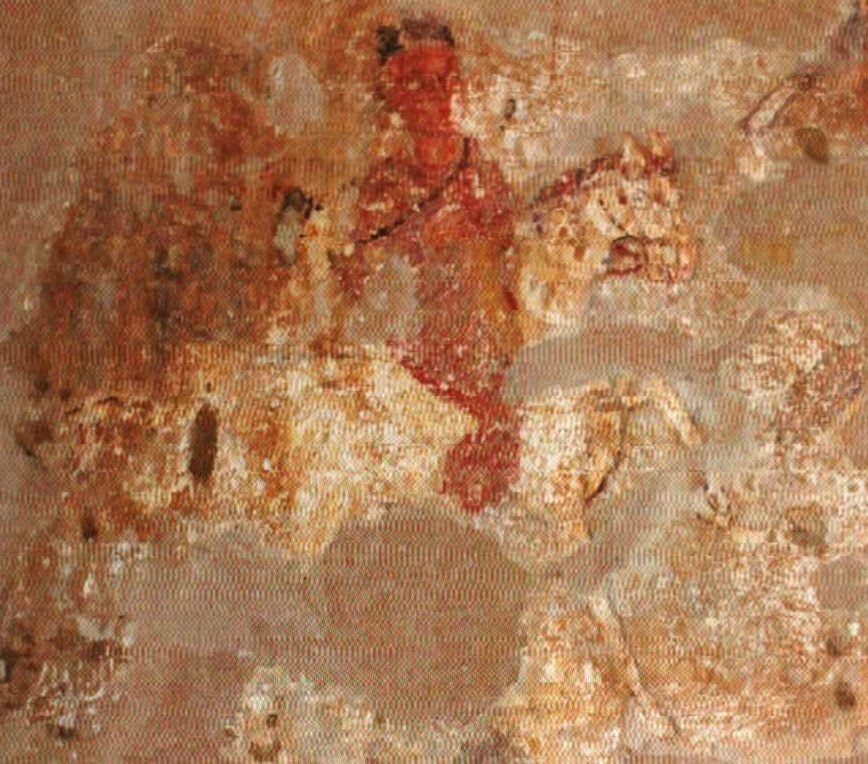
Detail eines Gemäldes der Halle mit einem Sterndeuter (Magus) auf einem Pferd

Die Wandgemälde in der Halle sind beschädigt durch Verputzung, Regenwasser, Termiten und Fledermäuse. Sie befinden sich im Treppenhaus und in der großen Halle und zeigen Einflüsse von byzantinischen Vorbildern. Die Wände des Treppenhauses hatten zwei Schichten bemalten Putzes mit Bildern von Erzengel Michael mit einem Speer, zwei Kriegerheiligen (einer zu Fuß und einer zu Pferd), sowie mehrere unidentifizierbare stehende Figuren.
Auch die Halle hatte zahlreiche Schichten bemalten Putzes, allerdings mit verschiedenen Schichtungen je nach Wand. Die Ostwand hatte eine große Geburtsszene mit der Jungfrau Maria auf einer Matte, einer Krippe mit dem Christkind, Engeln und auf der linken Seite, den Heiligen Drei Königen. Das Farbschema ist beschränkt auf Gelb-, Orange-, Rot- und Violett-Töne. Der Ostteil der Südwand zeigt fragmentarisch eine Darstellung des Erzengels Michael und der Trinität, während der westliche Teil aufgeteilt war in zwei Szenen; eine davon zeigte Maria, die das Christkind hält, während es sich nach einer Palme ausstreckt. Auch hier sind die Farben beschränkt auf Violett, Gelb und Rot. Die Ikonographie dieser letzten Szene ist einzigartig im Kontext des Makurischen Reiches. Die andere Szene an der westlichen Hälfte zeigte ursprünglich die Transfiguration, wurde aber später übermalt mit einer Darstellung der Trinität und einem kaum erhaltenen König mit einer gehörnten Krone. An der Westwand ist ein König mit einem Zepter und einer byzantinischen Krone dargestellt und zwei stehende Figuren mit Heiligenschein. Die Nordwand trägt ein großes Kreuz, einen Priester und einen König mit einer Krone, einem blauen Schleier und einer weißen Robe. Eine spätere Schicht hatte die vierundzwanzig Ältesten aus der Offenbarung des Johannes hinzugefügt, mit weißen Roben und Palmblättern in den Händen, während sie auf Thronen saßen.